# Roomful of Blues

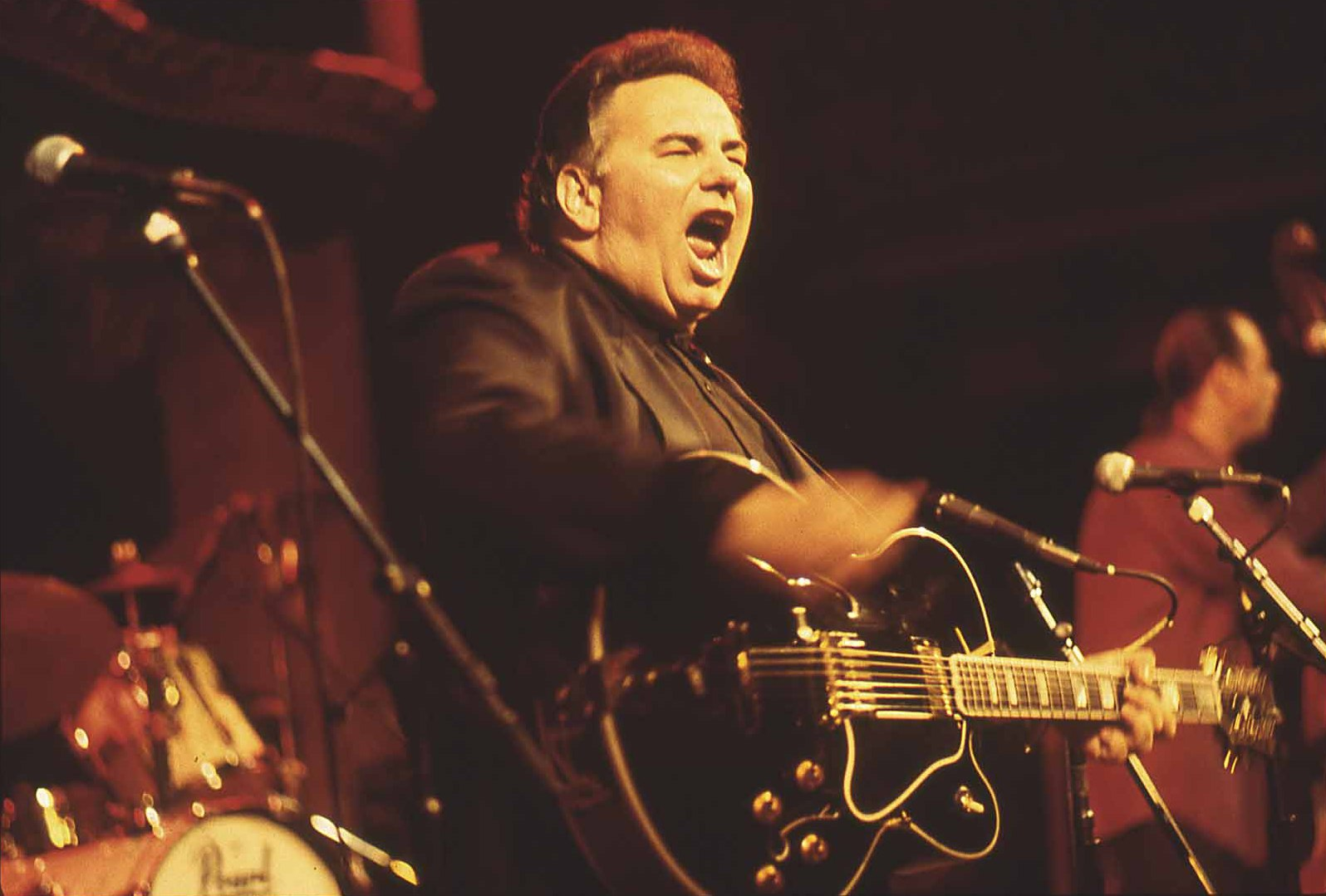
Duke Robillard, Gründer von Roomful of Blues

Roomful of Blues ist eine US-amerikanische Blues- und Swingband.

## Geschichte
Roomful of Blues wurde 1967 in Westerly, Rhode Island vom Gitarristen Duke Robillard und dem Pianisten Al Copley gegründet. Ursprünglich wandten sie sich dem Chicago Blues zu, doch bald begannen sie, Swing, Jump Blues, Rhythm & Blues und Jazz der 1940er und 1950er Jahre in ihren Stil zu integrieren. Dazu erweiterten sie die Band mit einer Bläsergruppe. 1977 produzierte der legendäre Songwriter Doc Pomus ihr erstes Album, das ihnen nationale Beachtung einbrachte.
1980 verließ Duke Robillard die Band und wurde durch Ronnie Earl ersetzt. Durch dauernde Tourneen erweiterten sie den Kreis ihrer Fans beträchtlich. Auch die Verkaufszahlen ihrer Platten stieg. Roomful of Blues spielte auch regelmäßig mit Bluesgrößen wie Jimmy Witherspoon, Jimmy McCracklin, Roy Brown, Big Joe Turner, Eddie „Cleanhead“ Vinson und Earl King, Stars aus der Jump-Blues-Szene der 50er-Jahre.
Im Lauf der Jahre traten sie bei wichtigen Festivals auf, in Europa zum Beispiel beim Montreux Jazz Festival. Gemeinsame Auftritte verbanden sie mit Bluesgrößen wie B. B. King, Otis Rush und Stevie Ray Vaughan oder Rockmusikern wie Eric Clapton und Carlos Santana.

## Bandmitglieder (2010)
- Chris Vachon, Gitarre
- Phil Pemberton, Gesang
- Bryan „Frankie“ Rizzuto, Bassgitarre und Bass
- Ephraim Lowell, Schlagzeug
- Travis Colby, E-Piano und Hammondorgel
- Rich Lataille, Tenor- und Altsaxophon (einziges verbleibendes Mitglied aus der Urbesetzung)
- Doug Wolverton, Trompete
- Mark Earley, Bariton- und Tenorsaxophon

## Frühere Bandmitglieder
- Sugar Ray Norcia, Gesang und Harmonika
- Duke Robillard, Gitarre
- Ronnie Earl, Gitarre
- Lou Ann Barton, Gesang

und viele andere

## Diskografie

### Studioalben
- 1978: Roomful of Blues (Island Records), 2003 wiederveröffentlicht
- 1979: Let’s Have a Ball (Mango)
- 1980: Hot Little Mama (Varrick)
- 1982: Eddie „Cleanhead“ Vinson & A Roomful of Blues (Muse)
- 1983: Blues Train (mit Big Joe Turner und Dr. John) (Muse Records)
- 1984: Dressed Up to Get Messed Up (Varrick)
- 1986: Glazed (mit Earl King) (Black Top)
- 1994: Dance All Night (Bullseye Blues)
- 1995: Turn It On! Turn It Up! (Bullseye Blues)
- 1995: Rhythm & Bones (mit Porky Cohen) (Bullseye Blues)
- 1997: Under One Roof (Bullseye Blues)
- 1997: Roomful of Christmas (Bullseye Blues)
- 1998: There Goes the Neighborhood (Bullseye Blues)
- 2001: Watch You When You Go (Bullseye Blues)
- 2003: That’s Right! (Alligator)
- 2005: Standing Room Only (Alligator)
- 2008: Raisin’ a Ruckus (Alligator Records)
- 2011: Hook, Line & Sinker

### Livealben
- 1987: Live at Lupo’s Heartbreak Hotel (Varrick)
- 2002: Live at Wolf Trap
- 2013: 45 Live

### Kompilationen
- 1999: Swingin’ & Jumpin’ (Songs der 1970er Jahre)(32 Jazz Records)
- 2000: The Blues Will Make You Happy (Songs von 1981 bis 1998) (Rounder Records)